# Jamaicatodi
Jamaicatodi (Todus todus) är en fågel i familjen todier inom ordningen praktfåglar.

## Utbredning och systematik
Fågeln förekommer i kuperade områden och bergstrakter på Jamaica. Den behandlas som monotypisk, det vill säga att den inte delas in i några underarter.

## Status
Trots det begränsade utbredningsområdet och det faktum att den minskar i antal anses beståndet vara livskraftigt av internationella naturvårdsunionen IUCN.